# Goldene Aue

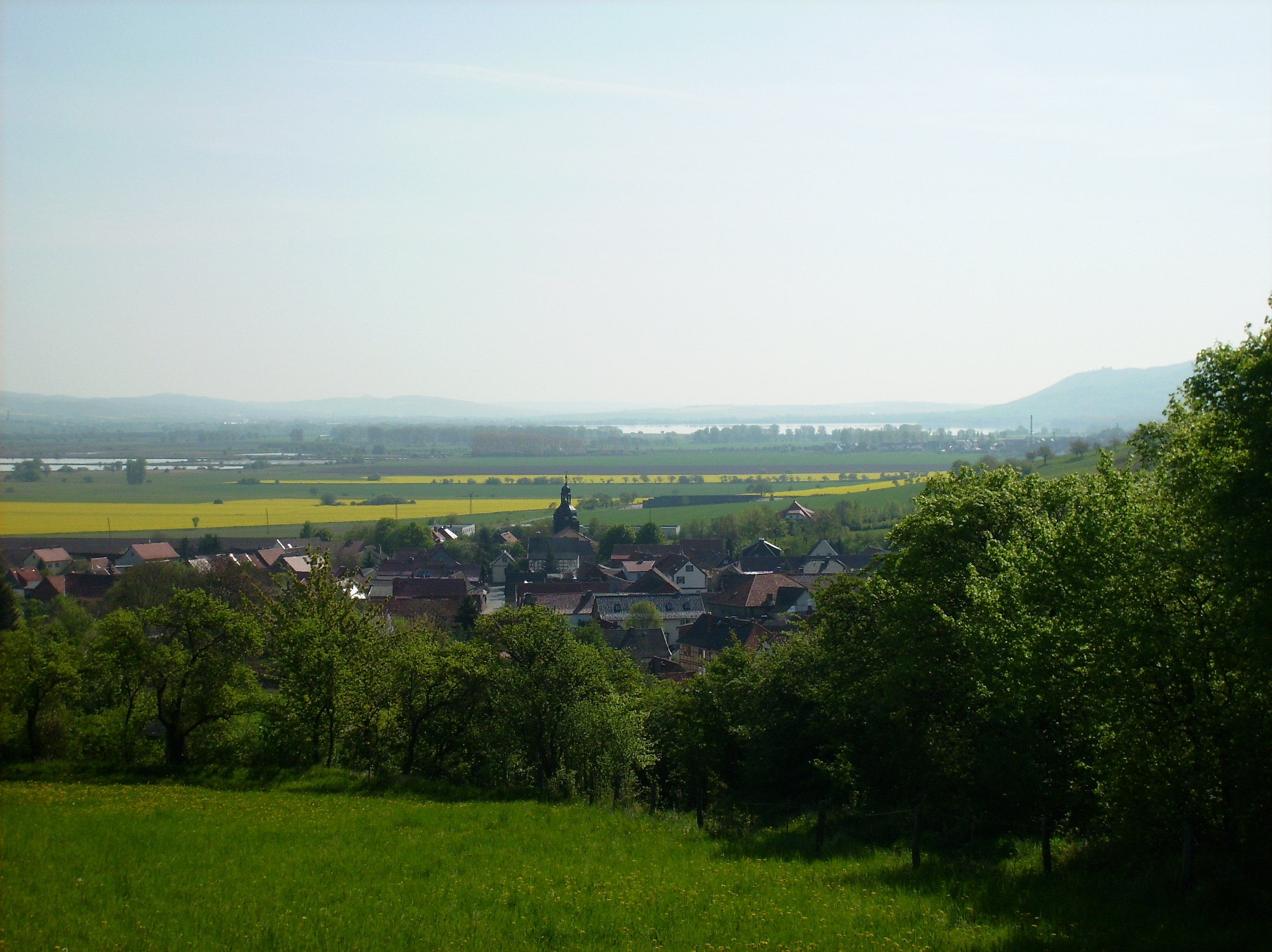
De Goldene Aue oostelijk van Hamma

De Goldene Aue is de naam van een landschap tussen Nordhausen en Sangerhausen in het grensgebied van de Duitse deelstaten Thüringen en Saksen-Anhalt.

## Ligging
De Goldene Aue strekt zich uit van de zuidrand van de Harz in het noorden tot de Windleite en de Kyffhäuser in het zuiden. De Helme is de belangrijkste waterloop met haar zijrivieren de Zorge, de Thyra, de Leine en de Gonna.
Ten zuiden van Sangerhausen sluit het landschap aan bij de Diamantene Aue.
Naast de vlakke weidegebieden langs de Helme zijn er heuvelachtige delen - zoals de Haardt (186 m) en de Heide (244 m) - aan de randen van de Goldene Aue.

## Geschiedenis
Oorspronkelijk werd enkel het gebied rond Aumühle tussen Görsbach en Auleben, waar zich het verlaten dorp Langenrieth bevindt, Goldene Aue genoemd. De term duikt voor het eerst op in een oorkonde van de Abdij Walkenried dat in 1144 met de ontginning begon en daartoe een kloosterhoeve voorzag die Ow, later Güldene Aue werd genoemd. Van deze plaatsnaam werd sinds midden 13e eeuw de landschapsnaam afgeleid, toen door de gewenste toevloed van Vlaamse bewoners het grootste deel van het landschap vruchtbaar gemaakt kon worden.
Martin Luther verspreidde de legende dat de uit bedevaart naar Jeruzalem terugkerende Graaf Botho zu Stolberg gezegd zou hebben: Er nehme lieber sein Land, die Güldene Aue genannt  und wollte einem andern das gelobte Land lassen  (Hij verkiest het Goldene Aueland te nemen en het Beloofde land aan anderen te laten).

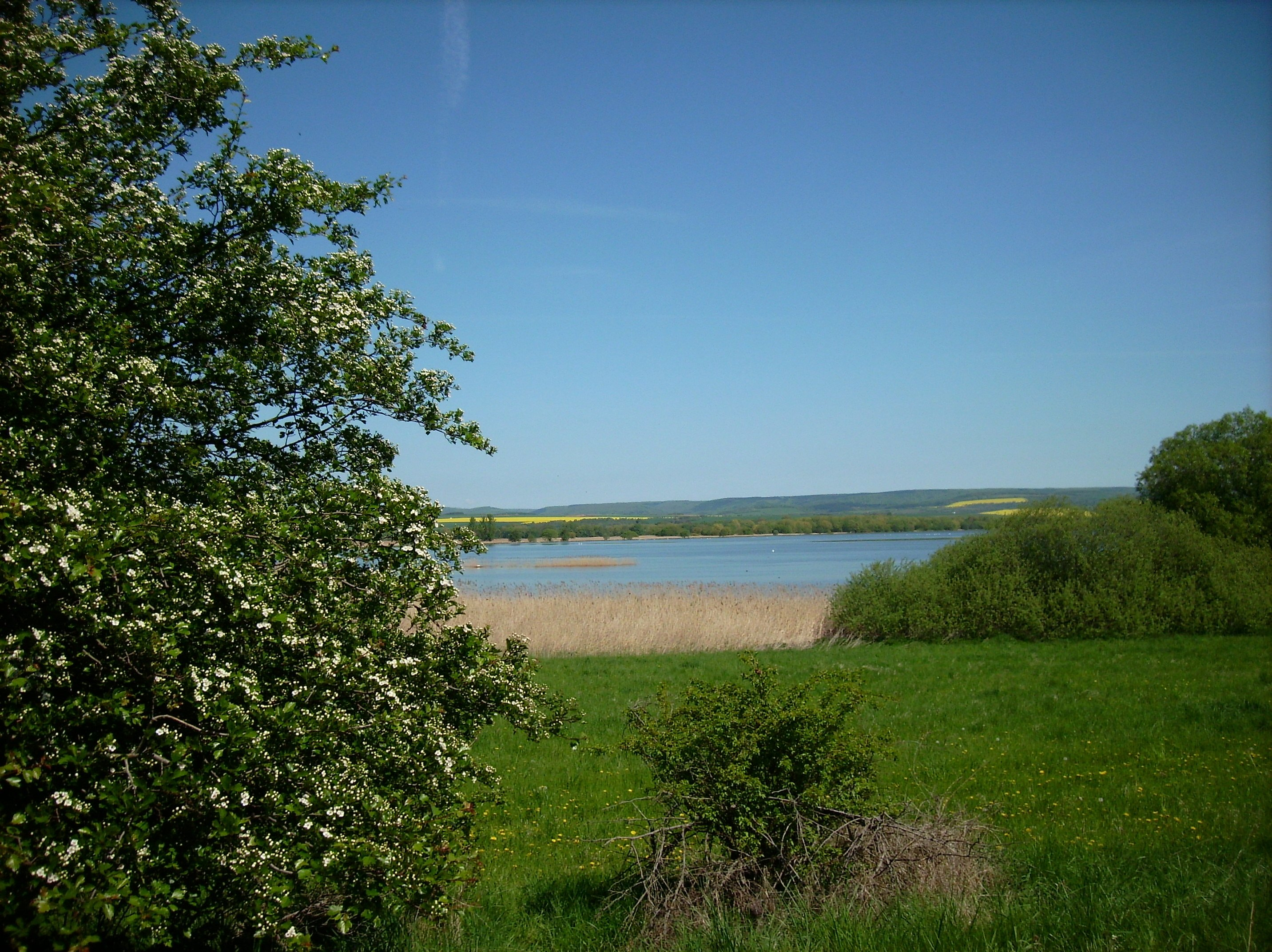
Stuwmeer Kelbra vanuit het zuidwesten

Tegenwoordig wordt de term niet alleen voor het gebied rond de middenloop van de Helme maar ook voor de benedenloop gebruikt. Het voornamelijk door landbouw gevormde gebied was tot in de jaren 60, door bijwijlen grote toevloed van water uit de Harz, zeer overstromingsgevoelig. Daartoe werd de Kelbra Dam gebouwd die samen met een bufferbekken tegen overstromingen beschermt.

## Verkeer
De heerbaan van Nordhausen naar Merseburg liep door het gebied. Thans wordt de streek ontsloten door de B80, de A38 en de spoorlijn Halle - Kassel.

## Bezienswaardigheden
Bijzonder is het Heimatmuseum in het Schloss Humboldt in Auleben. Daarnaast bevindt zich het museum Neuer Rüxleber Hof, en enkele kilometers verder ligt het kasteel Heringen/Helme, bekend om zijn Middeleeuwse markt.
In Heringen heeft men, bij gebrek aan geld voor een hoge klokkentoren, de klok gewoon naast de kerk gezet.
Meer oostelijk bevinden zich nog de kastelen van Rossla en Wallhausen.
Rond het stuwmeer van Kelbra is een toeristisch centrum ontstaan.